# Psikyo
Psikyo est une entreprise japonaise fondée le 17 juillet 1992 à Tōkyō, qui exerce son activité dans le domaine du développement de jeu vidéo.  Son nom se prononce « Saikyou ».

## Description
Psikyo est fondée par les développeurs de la société Video System, notamment Shin Nakamura, qui ont créé Aero Fighters et qui ont quitté l'entreprise ou tenter l'aventure en solo.
Psikyo est réputé, au même titre que Cave ou Toaplan, pour ses shoot them up de qualité comme Samurai Aces, Gunbird, la saga Strikers 1945, Zero Gunner 2 ou encore Dragon Blaze, ainsi que pour ses jeux de mah-jong pornographique. La plupart de ces jeux sont tout d'abord sortis sur borne d'arcade, édités dans le monde entier par d'importantes sociétés comme Capcom ou Jaleco. Ils furent ensuite pour la plupart adaptés sur console.
Psikyo a réalisé la plupart de ses jeux en arcade, sur des propres systèmes d'arcade créés en interne,.
Psikyo est réputé pour la difficulté accrue, trop importante, quand le joueur termine un jeu (shoot them up) et recommence le jeu en suivant.
En 2002, Psikyo est rachetée par la société japonaise X.Nauts, ce qui marque l'arrêt du développement de jeux vidéo sur borne d'arcade au profit de jeux peu connus parus uniquement au Japon sur PlayStation 2. Des jeux estampillés Psikyo seront commercialisés, mais ils sont réalisés par d'autre divisions.

## Systèmes d'arcade
- Psikyo 1st Generation
- Psikyo SH2

## Liste des jeux
| Année                                | Titre                                         | Genre         | Sortie Arcade | Console(s)               |
| ------------------------------------ | --------------------------------------------- | ------------- | ------------- | ------------------------ |
| 1993                                 | Sengoku Ace                                   | Shoot 'em up  | Oui           |                          |
| 1994                                 | Battle K-Road                                 | Jeu de combat | Oui           |                          |
| 1994                                 | Gunbird                                       | Shoot 'em up  | Oui           | PlayStation, Sega Saturn |
| 1995                                 | Strikers 1945                                 | Shoot 'em up  | Oui           | PlayStation, Sega Saturn |
| 1996                                 | Sengoku Blade / Tengai                        | Shoot 'em up  | Oui           | Sega Saturn              |
| 1997                                 | Sol Divide (en)                               | Shoot 'em up  | Oui           | PlayStation, Sega Saturn |
| 1997                                 | Strikers 1945 II                              | Shoot 'em up  | Oui           | PlayStation, Sega Saturn |
| 1997                                 | Taisen Hot Gimmick                            | Mah-jong      | Oui           |                          |
| 1997                                 | Zero Gunner                                   | Shoot 'em up  | Oui           |                          |
| 1998                                 | Yoshimoto Mahjong Club                        | Mah-jong      | Non           | Sega Saturn              |
| 1998                                 | Gunbird 2                                     | Shoot 'em up  | Oui           | Dreamcast                |
| 1998                                 | Pilot Kids                                    | Shoot 'em up  | Oui           |                          |
| 1998                                 | Space Bomber                                  | Shoot 'em up  | Oui           |                          |
| 1998                                 | Taisen Hot Gimmick Kairakuten                 | Mah-jong      | Oui           |                          |
| 1999                                 |                                               |               |               |                          |
| Strikers 1945 III (en)               | Shoot 'em up                                  | Oui           |               |                          |
| Strikers 1945 Plus                   | Shoot 'em up                                  | Oui           |               |                          |
| Taisen Hot Gimmick 3 Digital Surfing | Mah-jong                                      | Oui           |               |                          |
| Yoshimoto Mahjong Club Deluxe        | Mah-jong                                      | Non           | PlayStation   |                          |
| 2000                                 | Cannon Spike (Gunspike)                       | Shoot 'em up  | Oui           | Dreamcast                |
| 2000                                 | Dragon Blaze (en)                             | Shoot 'em up  | Oui           |                          |
| 2000                                 | Lode Runner - The Dig Fight                   | Action        | Oui           |                          |
| 2000                                 | Quiz de Idol! Hot Debut                       | Quiz          | Oui           |                          |
| 2000                                 | Taisen Hot Gimmick 4 Ever                     | Mah-jong      | Oui           |                          |
| 2000                                 | Ikuze! Onsen Takkyū!!                         | Table tennis  | Non           | PlayStation 2            |
| 2001                                 | Gunbarich                                     | Puzzle        | Oui           |                          |
| 2001                                 | Taisen Hot Gimmick Integral                   | Mah-jong      | Oui           |                          |
| 2001                                 | Zero Gunner 2                                 | Shoot 'em up  | Non           | Dreamcast                |
| 2001                                 | Taisen Net Gimmick: Capcom & Psikyo All Stars | Mah-jong      | Non           | Dreamcast                |
| 2002                                 | G-Taste (en)                                  | Mah-jong      | Non           | PlayStation 2            |
| 2003                                 | Cho Aniki: Legend of Holy Protein             | Shoot 'em up  | Non           | PlayStation 2            |
| 2005                                 | Taisen Hot Gimmick 5                          | Mah-jong      | Oui           |                          |
| 2005                                 | Taisen Hot Gimmick Mix Party                  | Mah-jong      | Oui           |                          |